# Réserve naturelle de Jókai-kert
Pour les articles homonymes, voir Jókai.
La réserve naturelle de Jókai-kert (en hongrois : Jókai-kert Természetvédelmi terület) est une aire protégée située à Budapest et dont le périmètre est géré par le parc national Duna-Ipoly. 
L'aire de protection se situe dans le jardin de l'ancienne villa Jókai, autrefois résidence de Mór Jókai aujourd'hui en ruine, sur les hauteurs de Svábhegy.